# Fairey Barracuda
Фэйри Барракуда (англ. Fairey Barracuda) — британский палубный торпедоносец и пикирующий бомбардировщик времён Второй мировой войны; первый английский цельнометаллический самолёт этого типа. Принят на вооружение Авиацией Королевских ВМС для замены бипланов Фэйри Суордфиш и Фэйри Альбакор. Одним из наиболее примечательных эпизодов его боевого применения является операция «Тангстен» 3 апреля 1944 года — налёт на стоянку «Тирпица» в Ко-фьорде, в результате которого немецкий линкор был серьёзно повреждён.

## Разработка и описание конструкции
Первая серийная «Barracuda» получила двигатель «Merlin» 30 (1300 л. с.) и винт «Ротол». 18 мая 1942 года состоялся её первый полёт, после чего вышла опытная серия из 30 машин. Вследствие недостаточной мощности двигателя самолёты имели низкую скороподъёмность (особенно с подвешенной торпедой) и плохие взлётные характеристики, из-за чего не были приняты на вооружение. Зато в полёте и на посадке «Barracuda» вела себя хорошо. Вариант с мотором большей мощности, «Merlin» 32 (1640 л. с.), стал прототипом для «Barracuda» Mk.II, хотя и этой мощности явно не хватало. Самолёт поступил на вооружение в январе 1943 года.

## Модификации
Barracuda2 прототипа ( №№ P1767 и P1770), построенные по проекту Fairey Type 100.
Mk Iпервая серийная модификация, двигатель Rolls-Royce Merlin 30 (1260 л.с. / 940 кВт), построено 30;
Mk IIдвигатель Merlin 32 1640 л.с. / 1225 кВт), четырёхлопастный пропеллер, радар ASV II, построено 1688;
Mk IIIпротиволодочная модификация II с радаром ASV III в блистере под кормовой частью фюзеляжа, построено 852;
Mk IVсамолёт Mk II (№ P9976) с двигателем Rolls-Royce Griffon (1,850 л.с. / 1380 кВт), первый полёт 11.11.1944, в серию не пошёл, поскольку предпочтение было отдано торпедоносцу Fairey Spearfish, работы над которым также прервали после постройки 5 прототипов;
Mk Vдвигатель Griffon 37 (2020 л.с. / 1510 kW), бомбовая нагрузка увеличена до 2,000 фунтов (910 кг), радар ASH под левым крылом, изменённое вертикальное оперение, построено 37.

## Тактико-технические характеристики
Приведены данные модификации Mk.II.
Источник данных: Brown, 1972.

Технические характеристики
- Экипаж: 3
- Длина: 12,12 м
- Размах крыла: 14,99 м
  - со сложенным крылом: 5,41 м
- Высота: 3,73 м (на стоянке)
- Площадь крыла: 38,46 м²
- Масса пустого: 4907 кг
- Нормальная взлётная масса: 5715 кг (без подвесного вооружения)

Проекции самолёта Барракуда Mk.II.

  - с торпедой массой 735 кг: 6401 кг
- Максимальная взлётная масса: 6464 кг
- Объём топливных баков: 1027 л
- Силовая установка: 1 × жидкостного охлаждения Rolls-Royce Merlin 32
- Мощность двигателей: 1 × 1640 л. с. (1 × 1225 кВт)

Лётные характеристики
- Максимальная скорость: 386 км/ч на высоте 533 м
  - с торпедой: 367 км/ч на высоте 533 м
- Крейсерская скорость: 332 км/ч на высоте 1524 м
  - с торпедой: 311 км/ч на высоте 1524 м
- Боевой радиус:  
  - при разведывательном полёте: 467 км
  - при торпедном ударе: 370 км
  - при бомбовом ударе: 290 км
- Практический потолок: 4572 м
- Время набора высоты: 1524 м 
  - без подвесок: за 4 мин 12 с
  - с торпедой: за 6 мин
  - с бомбами на высоту 4267 м: 45 мин
- Длина разбега: 158 (без подвесок)

Вооружение
- Стрелково-пушечное: 2 × 7,7-мм пулемётов Виккерс К с 500 патр. каждый в задней кабине
- Бомбы:  
  - 1 × 726 кг бомба или
  - 3 × 227 кг бомб или
  - 6 × 113 кг бомб или
- Торпеда: 1 × 735 или 680 кг под фюзеляжем

## Эксплуатанты
Великобритания
- ВВС Флота Великобритании (Fleet Air Arm)[1]: эскадрильи 810, 812, 814, 815, 816, 817, 818, 820, 821, 822, 823, 824, 825, 826, 827, 828, 829, 830, 831, 837, 841, 847, 860, 700, 701, 702, 703, 705, 706, 707, 710, 711, 713, 714, 716, 717, 719, 731, 733, 735, 736, 737, 744, 747, 750, 753, 756, 764, 767, 768, 769, 774, 778, 783, 785, 786, 787, 796, 798, 799,
- Королевские ВВС Великобритании: эскадрильи 567, [2] 618, 657, 679, 691[3]

 Канада
- авиация Флота

 Нидерланды
- ВВС Королевских ВМС Нидерландов в Британии: эскадрилья № 860.

 Франция
- ВВС Франции - послевоенные

## Сравнительные характеристики
| Характеристики торпедоносцев         | Характеристики торпедоносцев | Характеристики торпедоносцев | Характеристики торпедоносцев | Характеристики торпедоносцев |
|                                      | Fairey Barracuda             | TBF-1 «Эвенджер»             | B5N2 «Кейт»                  | «Суордфиш» Mk.1              |
| ------------------------------------ | ---------------------------- | ---------------------------- | ---------------------------- | ---------------------------- |
| Изображение                          |                              |                              |                              |                              |
| Год приятия на вооружение            | 1943                         | 1942                         | 1939                         | 1936                         |
| Экипаж, человек                      | 3                            | 3                            | 3                            | 3                            |
| Длина, мм                            | 12 120                       | 12 192                       | 10 400                       | 11 000                       |
| Размах крыла, мм                     | 14 990                       | 16 510                       | 15 518                       | 13 900                       |
| Нормальный взлетный вес, кг          | 5715                         | 6199                         | 3800                         | 2132                         |
| Максимальный взлетный вес, кг        | 6464                         | 7214                         | 4300                         | 4196                         |
| Мощность двигателя, л. с.            | 1640                         | 1700                         | 1000                         | 690                          |
| Максимальная скорость, км/ч          | 367                          | 436                          | 378                          | 224                          |
| Крейсерская скорость, км/ч           | 311                          | 233                          | 259                          | ?                            |
| Дальность с торпедой, км             | 732                          | 1955                         | 1280                         | 1010                         |
| Курсовой пулемёт                     | -                            | 1 × 7,62-мм                  | —                            | 1 × 7,69-мм                  |
| Оборонительное стрелковое вооружение | 2 × 7,69-мм                  | 1 × 12,7-мм 1 × 7,62-мм      | 1 × 7,62-мм                  | 1 × 7,69-мм                  |

## Комментарии
1. ↑  По другим данным — 1020 км.